# Limba hindustană
Limba hindustană este o limbă indo-ariană și lingua franca a Indiei de Nord și Pakistanului.
A derivat în principal din dialectul Khariboli din Delhi și incorporează în mare măsură vocabular din persiană, sanscrită și turcă. Are două forme oficiale: Hindi standard și Urdu standard.

## Consoane
|                    |                 | Labiale | Dentale/ Alveolare | Retroflexe | Post-alv./ Palatale | Velare | Uvulare | Glottale |
| ------------------ | --------------- | ------- | ------------------ | ---------- | ------------------- | ------ | ------- | -------- |
| Nazale             | Nazale          | m       | n                  | ɳ          |                     | ŋ      |         |          |
| Oclusive/ Africate | surde           | p       | t                  | ʈ          | t͡ʃ                  | k      | (q)     |          |
| Oclusive/ Africate | aspirate surde  | pʰ      | tʰ                 | ʈʰ         | t͡ʃʰ                 | kʰ     |         |          |
| Oclusive/ Africate | sonore          | b       | d                  | ɖ          | d͡ʒ                  | ɡ      |         |          |
| Oclusive/ Africate | aspirate sonore | bʱ      | dʱ                 | ɖʱ         | d͡ʒʱ                 | ɡʱ     |         |          |
| Bătute/ Vibrante   | moale           |         | r                  | ɽ          |                     |        |         |          |
| Bătute/ Vibrante   | aspirate sonore |         |                    | ɽʱ         |                     |        |         |          |
| Fricative          | surde           | f       | s                  |            | ʃ                   | (x)    | (x)     | ɦ        |
| Fricative          | sonore          | ʋ       | z                  |            | (ʒ)                 | (ɣ)    | (ɣ)     | ɦ        |
| Sonante            | Sonante         | ʋ       | l                  |            | j                   |        |         | ɦ        |